# Philip van Pallandt
Philip Dirk baron van Pallandt (Den Haag, 28 december 1889 – Ommen, 1 november 1979) was eigenaar van kasteel en landgoed Eerde en theosoof. Hij wordt ook wel (baron) van Pallandt (heer) van Eerde genoemd, maar heeft die tweede naam en titel nooit officieel gehad.

## Levensloop
Philip Dirk baron van Pallandt werd geboren aan de Korte Vijverberg in Den Haag. De zomers bracht het gezin Van Pallandt door op landgoed Duinrell. In 1913 erfde Van Pallandt het landgoed en kasteel Eerde. Hij huwde in 1928 Wilhelmine Marie (Willi) Voorwijk. Zij kregen twee dochters. Van Pallandt overleed op 89-jarige leeftijd. Hij was ridder in de Orde van Oranje-Nassau

## Landgoed en kasteel Eerde
In zijn jeugd kwam Van Pallandt geregeld op jachtbezoek bij zijn neef Rudolf baron van Pallandt, lid van de Eerste Kamer en op dat moment eigenaar van landgoed en kasteel Eerde. Het landgoed was in 1706 gekocht door Johan Werner baron van Pallandt, een luitenant-generaal die Eerde als zomerverblijf gebruikte. Toen neef Rudolf van Pallandt in 1913 overleed, liet hij het landgoed en kasteel na aan de  23-jarige Philip Dirk van Pallandt, vanwege hun goede band. Tevens erfde hij de nabijgelegen havezate Het Laar. Zijn eigendom werd een gebied ten zuiden van Ommen, tussen de Vecht en Regge; Van Pallandt werd daarom ook wel heer van Eerde genoemd, maar de titel Heer was officieel al afgeschaft en hij stamde niet van een Heer van Eerde af. Hij voegde ook nooit "van Eerde" toe aan zijn achternaam. 
Wegens de hoge kosten voor het onderhoud van het landgoed was Van Pallandt genoodzaakt delen te verkopen. Een voorwaarde die hij daarbij stelde was dat de nieuwe eigenaren het landgoed openstelden voor het publiek en het in stand konden houden. Hij vond verschillende bestemmingen voor het landgoed die pasten bij zijn levensovertuiging. Het kwam tussen 1924 en 1929 in bezit van een theosofische stichting. In 1932 werd het kasteel aan de Quakers verhuurd. Zij vestigden een internationale school op het terrein. Ook schonk hij een deel aan de padvinderij. Tegenwoordig is het grootste deel van het landgoed eigendom van Staatsbosbeheer en Natuurmonumenten. De beide dochters van Van Pallandt kregen in de jaren vijftig een klein deel van het landgoed Eerde als huwelijkscadeau van hun vader om er te kunnen blijven wonen.
Van Pallandt heeft veel gedaan voor de omgeving van Eerde. Hij heeft het Edithof met arbeiderswoningen (thans een gemeentelijk monument), een kleuterschool, een bibliotheek en een badhuis voor de Ommense inwoners laten bouwen. In de Brigitta, de Nederlandse Hervormde Kerk in Ommen, stond tot een restauratie in 1969 de herenbank van de familie Van Pallandt, geplaatst in opdracht van Philip van Pallandt. Tot maart 1927 zat Van Pallandt namens de Christelijk-Historische Unie in de gemeenteraad van Ommen. Hij bedankte als raadslid toen hij lid werd van de Vrijzinnig Democratische Bond.

## Scouting
Tijdens zijn reizen was Van Pallandt bevriend geraakt met de stichter van de scouting, Robert Baden-Powell. Hij werd een scoutleider in de beginjaren van de Nederlandse scouting. In 1912 werd De Nederlandsche Bond van Jonge Verkenners in Den Haag gesplitst. Twee troepen werden lid van de Nederlandsche Padvindersorganisatie (NPO). Troep 1 kwam onder leiding te staan van G. Opzomer, en de "2e 's-Gravenhaagse troep" onder die van Griffin Moriarty. Na het vertrek van Moriarty in oktober 1912, volgde Jan Schaap hem op. Samen met Philip van Pallandt maakte hopman Jan Schaap een modeltroep van Troep 2. Deze troep werd jaren later, en na een aantal fusies, de HWS Baron van Pallandtgroep in Den Haag. In 1913 kampeerden de eerste padvinders op landgoed Eerde, onder meer bij de Ada’s Hoeve. In 1923 besloot Van Pallandt de Ada's Hoeve, de padvindersboerderij, en omliggende terreinen aan de Nederlandse Padvinders te schenken. Bij hun huwelijk droegen Philip en Willi hun padvindersuniform. In 1935 werd het terrein nabij de Laarbrug, op de plek waar Regge en Vecht samenkomen, daaraan toegevoegd. Er zijn twee scoutinggroepen naar hem vernoemd: de Haagse Waterscouts - Baron van Pallandt in Den Haag en de Van Pallandtgroep in Ommen. In 2023, bij de viering van het 100-jarig bestaan van Ada's Hoeve, werd een veld op dit terrein naar hem vernoemd. Het staat sinds 23 sep dat jaar bekend als 'Van Pallandt'.

## Eerdestichting/Orde van de Ster van het Oosten
Naast de scouting had Van Pallandt grote interesse in de theosofie. In 1924 schonk hij al zijn onroerend goed aan de toen opgerichte Eerdestichting. Kasteel Eerde werd het hoofdkwartier van de Internationale Orde van de Ster in het Oosten. De president van de Eerdestichting was de mystieke leider Jiddu Krishnamurti. Krishnamurti organiseerde bijeenkomsten op het landgoed die bekend werden als de Sterkampen. Op het sterkamp van 1929, waar drieduizend volgelingen uit 48 verschillende landen bijeen kwamen, werd de Internationale Orde van de Ster van het Oosten ontbonden. De sterkampen zouden echter nog tot 1938 plaatshebben.